# BMW 5 Серії
BMW 5 Серії — седани та універсали середнього класу, що виробляються компанією BMW. Вони прийшли на зміну моделям «New Class» у 1972 році. Збираються на заводі в Дінгольфінгу.
Існують такі покоління 5 Серії:
- BMW E12 (1972—1981)
- BMW E28 (1981—1987)
- BMW E34 (1987—1996)
- BMW E39 (1995—2004)
- BMW E60/E61 (2003—2010)
- BMW F10/F11 (2010—2017)
  - BMW F07 (2009—2017)
- BMW G30 (2017—наш час)
- BMW G60 (2024—наш час)

## Попередники— New Class (1962—1977)

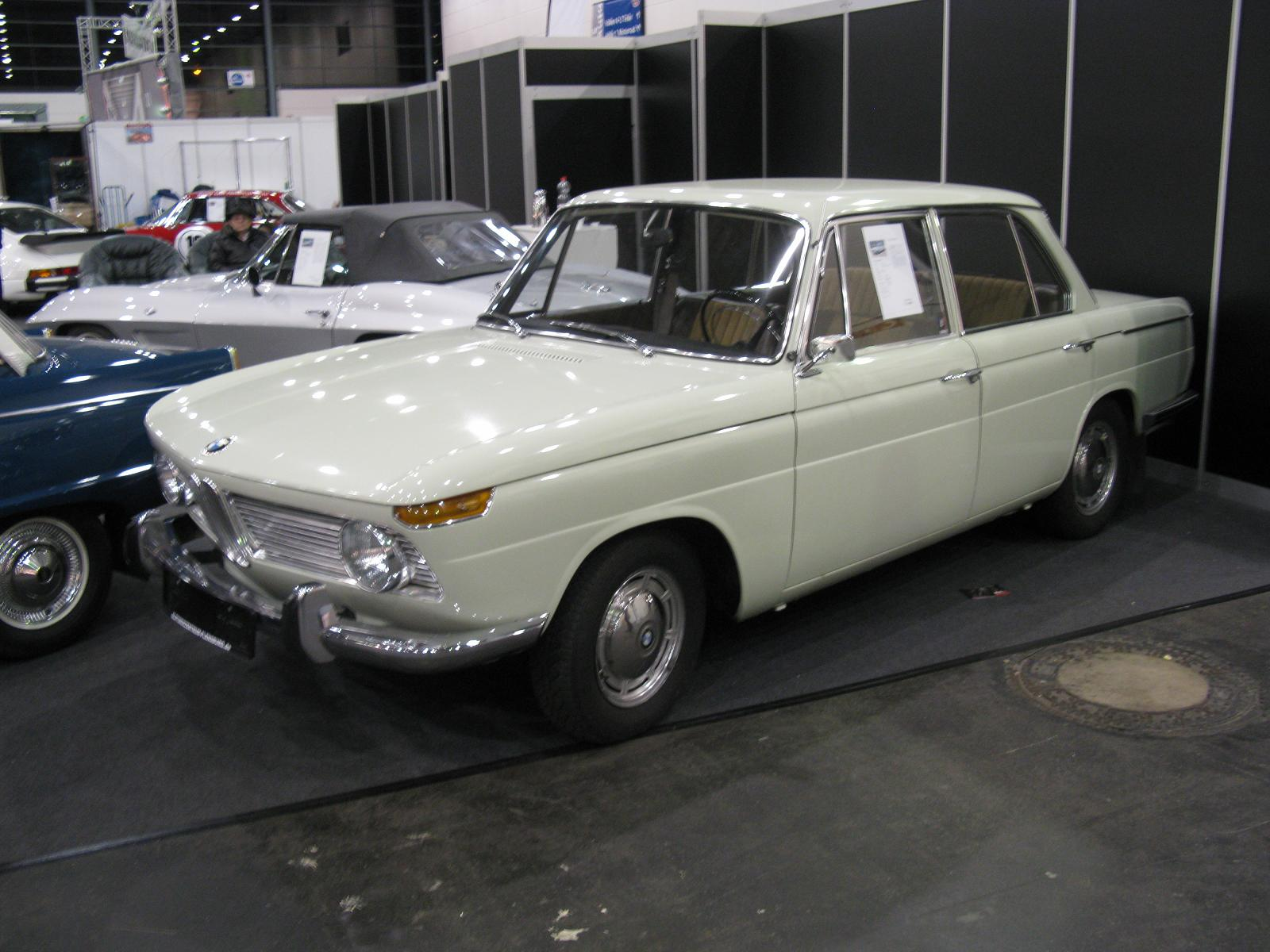
BMW 1600

Так званий «Новий клас» (англ. New Class, нім. Neue Klasse) — це перша серія середньорозмірних автомобілів німецького автовиробника BMW після Другої світової війни. Автомобілі цієї серії заповнили прогалину між мобільними скутерами Isetta або маленькими автомобілями BMW 700 і моделями верхнього класу BMW 501/502.
«Новий клас» виготовлявся до 1972 року і був замінений автомобілями першого покоління BMW 5 Серії (E12).

## Перше покоління (E12; 1972—1981)

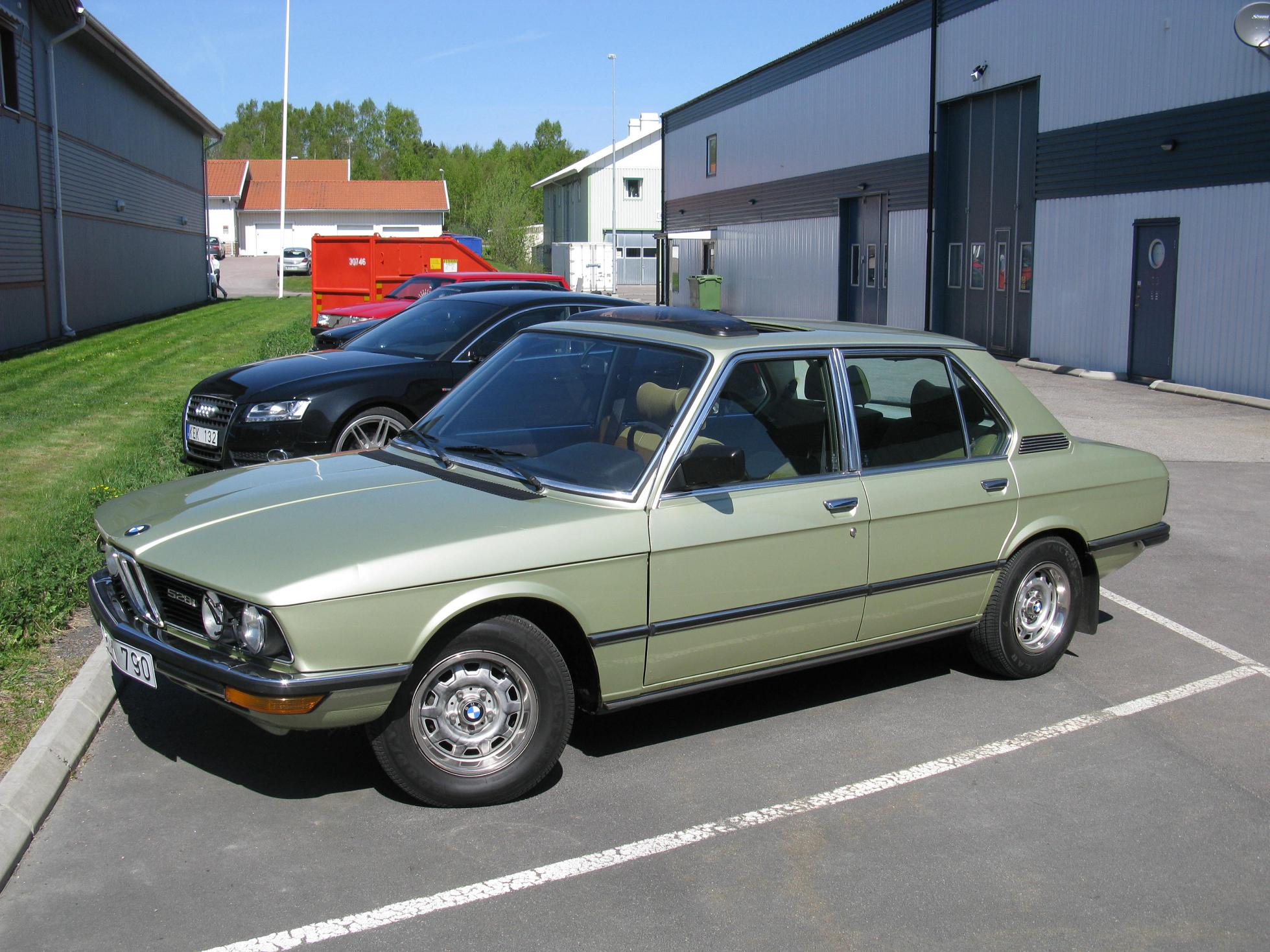
BMW E12

Вклад первістка BMW E12 в число 5 досить вагомий — машина випускалася добрих дев'ять років, після чого її змінив седан з індексом E28. А на заводі в Південній Африці «дванадцята», виготовлялась аж до 1984-го. Всього ж було зроблено близько 700 тисяч «п'ятірок» першого покоління.
Модельний ряд 518, 520, 520i, 525, 528, 528i, 530, 530i, 533i, M 535i.

## Друге покоління (E28; 1981—1988)

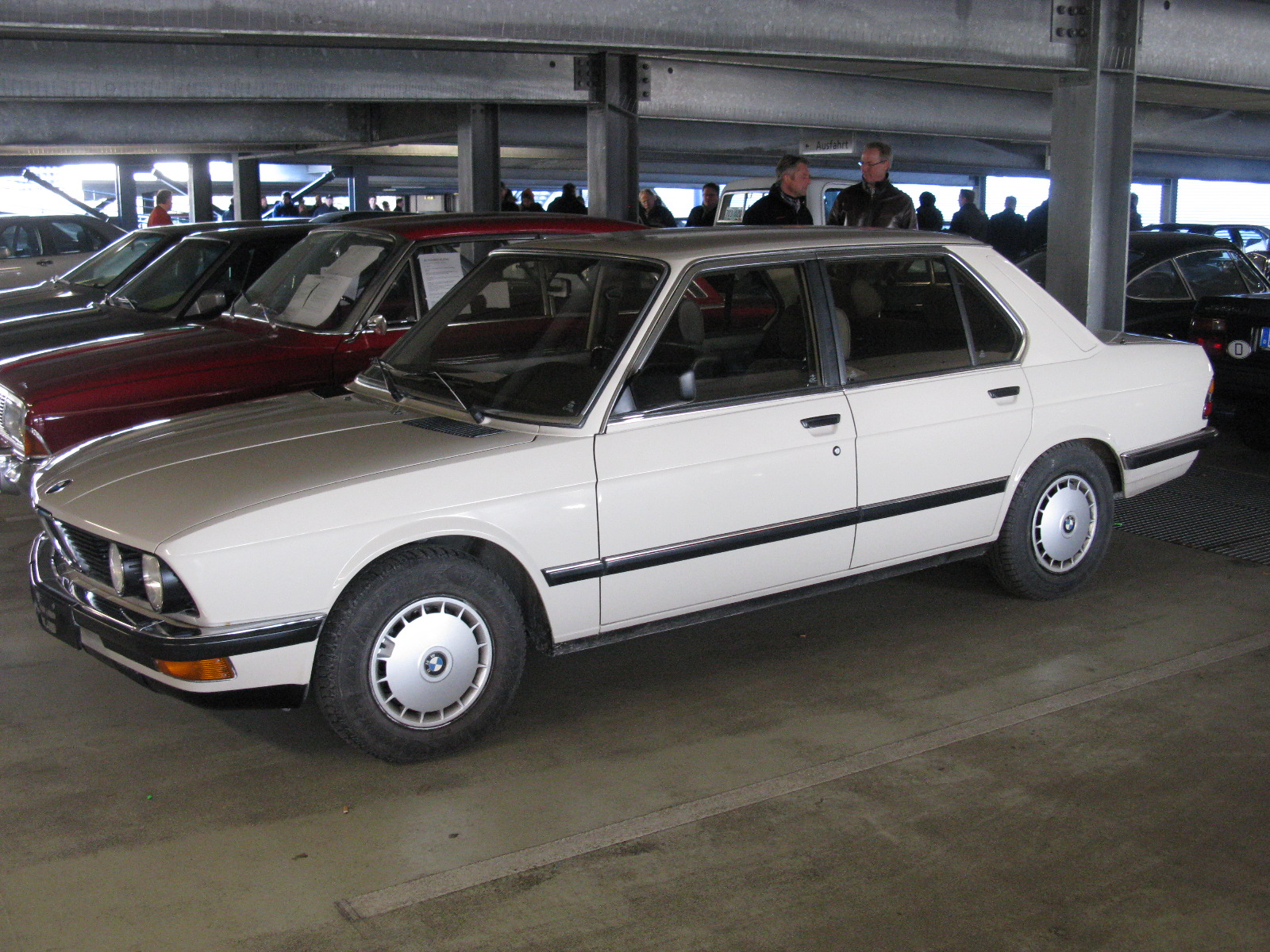
BMW E28

Перейнявши естафету в E12 автомобіль з позначенням E28 став досить важливим ввитком в розвитку BMW — саме в цьому поколінні у автомобілів 5 серії вперше з'явився турбодизельний двигун, а також «заряджена» версія M5 з 3,5-літровим мотором потужністю 286 «конячок» (на ринку США — 256). «28-ма» прожила на конвеєрі трохи більше 6 років — з липня 1981-го по грудень 1987-го.
Друге покоління BMW 5-ї серії (E28) відрізнялося від попередника розширеною комплектацією і допрацьованими двигунами.

## Третє покоління (E34; 1988—1996)

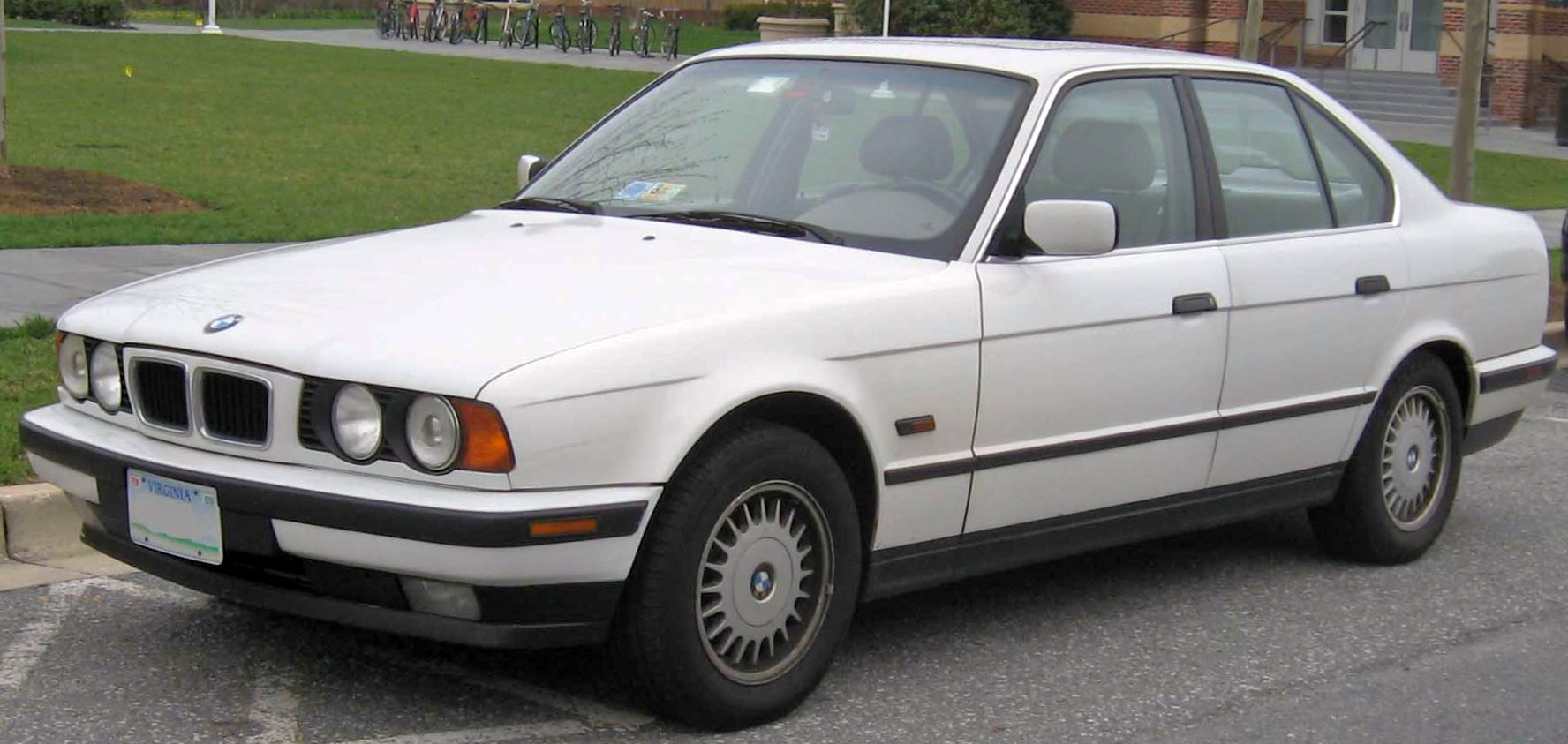
BMW E34

Черговою зміною варти стала серія E34 зразка 1987 року. Навіть сьогодні по дорогах їздить багато таких «п'ятірок», а тоді це взагалі був майже прорив. Пропонувався широкий вибір двигунів — від скромного 1,8-літрового (модель 518i) до V8 об'ємом 4 літри, що працювала під капотом 540-ї. А «Емці» дісталася 3,6-літрова «шістка», пізніше її замінив двигун 3,8.
BMW E34 була однією з найбезпечніших машин того часу завдяки жорсткій силовій структурі, подушкам безпеки і потужним гальмам з ABS. До речі, гальмівний шлях з 97 км/год займав в неї всього 40 метрів. Крім того, деякі версії були оснащені системою стабілізації DSC.
Більше того, починаючи з E34, BMW стала пропонувати 5-у серію з кузовом універсал Touring. Були експерименти і з повним приводом (модель 525iX), і навіть модифікація, яка використовувала як паливо зріджений природний газ (518g). Не дивно, що при такому різноманітті вибору машина випускалася аж до 1996 року, коли її змінила BMW E39.

## Четверте покоління (E39; 1995—2004)

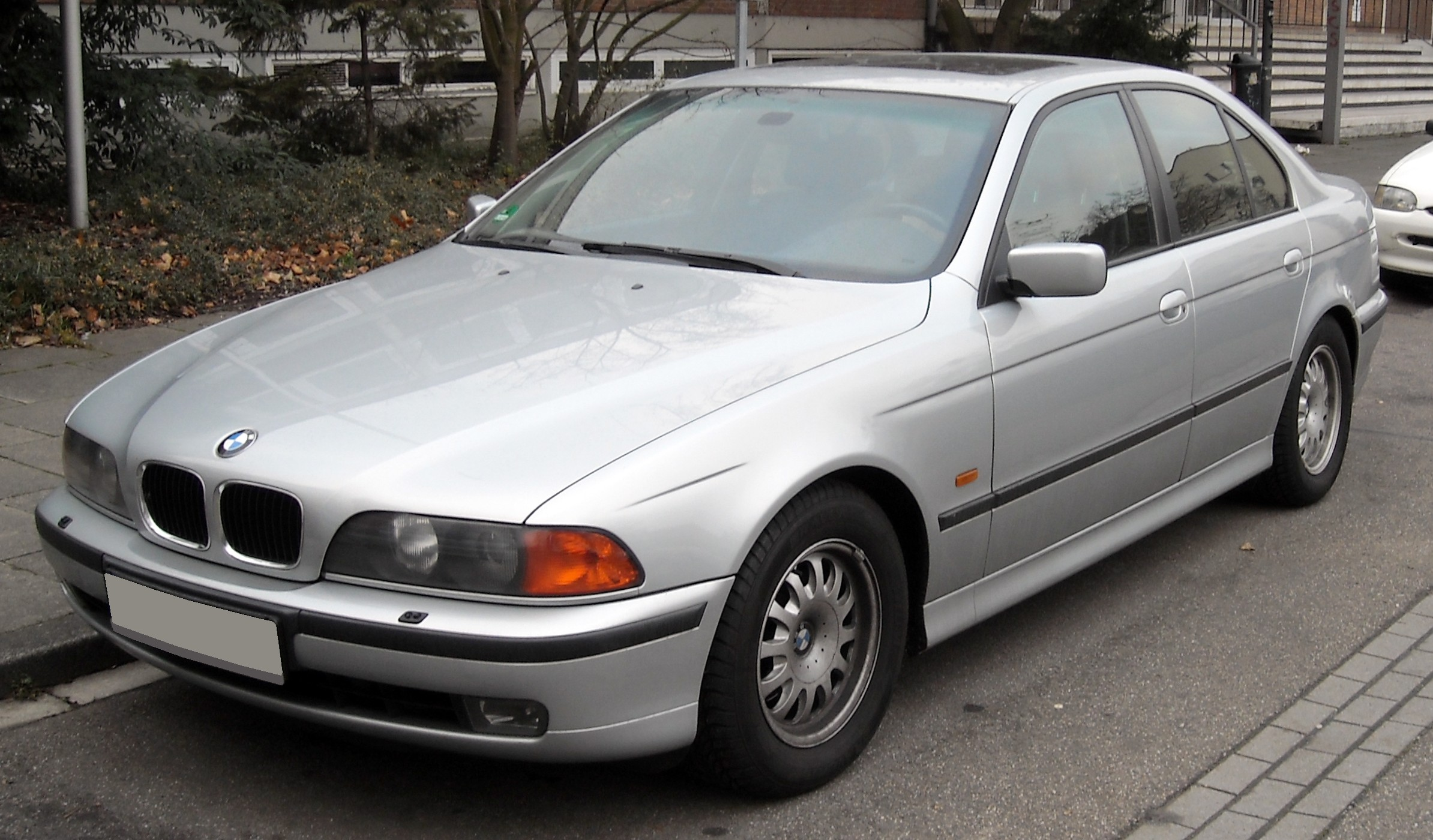
BMW E39

П'ята серія з позначенням E39 не справила революції, хіба що стала ще комфортнішою, а за списком доступних опцій легко могла перевершити практично будь-яких конкурентів. Розширився і вибір дизельних модифікацій. Перший седан цього покоління викотився із заводу в лютому 1995 року. У 1996 році ці автомобілі також стали проводитися в кузовах типу універсал, які отримали найменування Touring.
На автомобілях цього покоління вперше встановлювалися алюмінієві деталі в передній підвісці. З метою зменшення маси автомобіля в цьому поколінні істотно розширено використання алюмінію в деталях шасі. Також на цих автомобілях вперше почалася установка 4-циліндрових дизельних двигунів.
На автомобілях з 8-циліндровими V-подібними двигунами крім рульового механізму типу гвинт-кулькова гайка, що встановлювався на попередніх поколіннях, також почалася установка механізму типу рейкової передачі на моделях з 4- і 6-циліндровими двигунами. На відміну від попереднього покоління (Е34) і наступного (Е60), в поколінні Е39 автомобілі з повним приводом не виготовлялись.
Версія M5 отримала 5.0-літровий V8 потужністю 400 сил.

## П'яте покоління (E60/E61; 2003—2010)

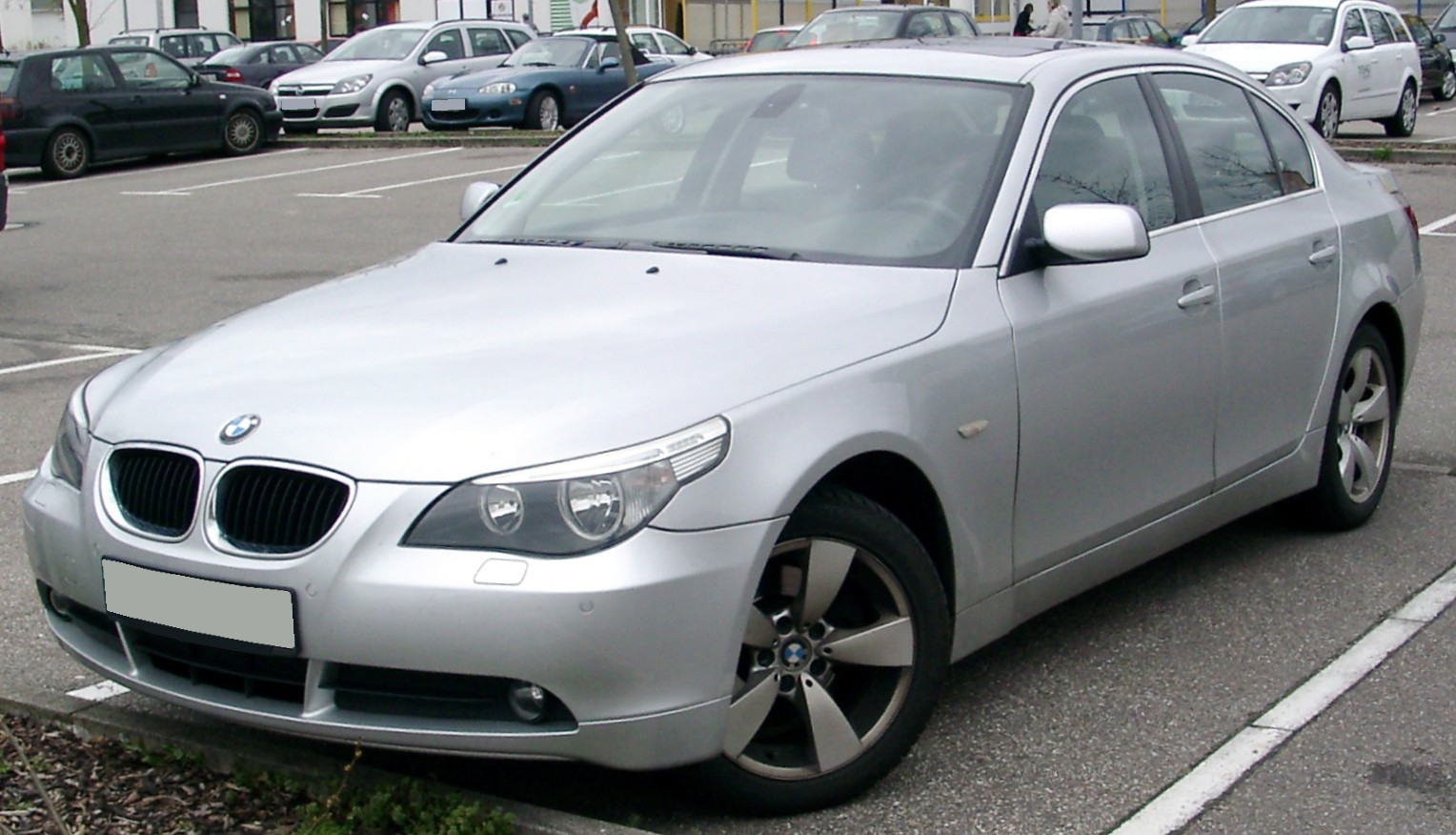
BMW E60

П'ятою генерацією дуже популярного сімейства є серія E60, яка в момент появи просто шокувала шанувальників марки сміливим дизайном і повністю переробленою концепцією інтер'єру. У плані технологій також був здійснений справжній стрибок — кузов зі сталі та алюмінію, складні двигуни, активне рульове управління і інші системи перетворили «п'ятірку» в даний комп'ютер на колесах.
Виробництво кузовів в цьому поколінні почалося з модифікації седан E60. Кузови в модифікації універсал E61 були представлені в 2004 році.
У моделях п'ятої серії покоління Е60/Е61 застосовано значна кількість електронних функцій, в число яких входять iDrive, індикатор на лобовому склі, адаптивний круїз-контроль, active steering (функція інтелектуального керування кутом повороту рульових коліс в залежності від впливу водія на кермо), голосове управління. На автомобілі покоління Е60/Е61 вперше встановлювалися бензинові двигуни з турбонаддувом, 6-ступінчаста АКПП і система рекуперативного гальмування. У число нових функцій забезпечення безпеки увійшли: адаптивні фари, функція нічного бачення, активні підголовники, функція контролю за зміною смуги руху, а також лампи екстреного гальмування підвищеної яскравості. На відміну від попередніх і наступних поколінь BMW 5, приладова панель автомобілів Е60/Е61 не розгорнута в бік водія.
Версія М5 цього покоління була представлена в 2005 році, на неї встановлювалися 10-циліндрові V-подібні двигуни S85. Ці автомобілі вироблялися в кузовах седан і універсал, причому більшість з них були обладнані 7-ступінчастою напівавтоматичною коробкою перемикання передач SMG III.

## Шосте покоління (F10/F11/F07; 2010—2016)

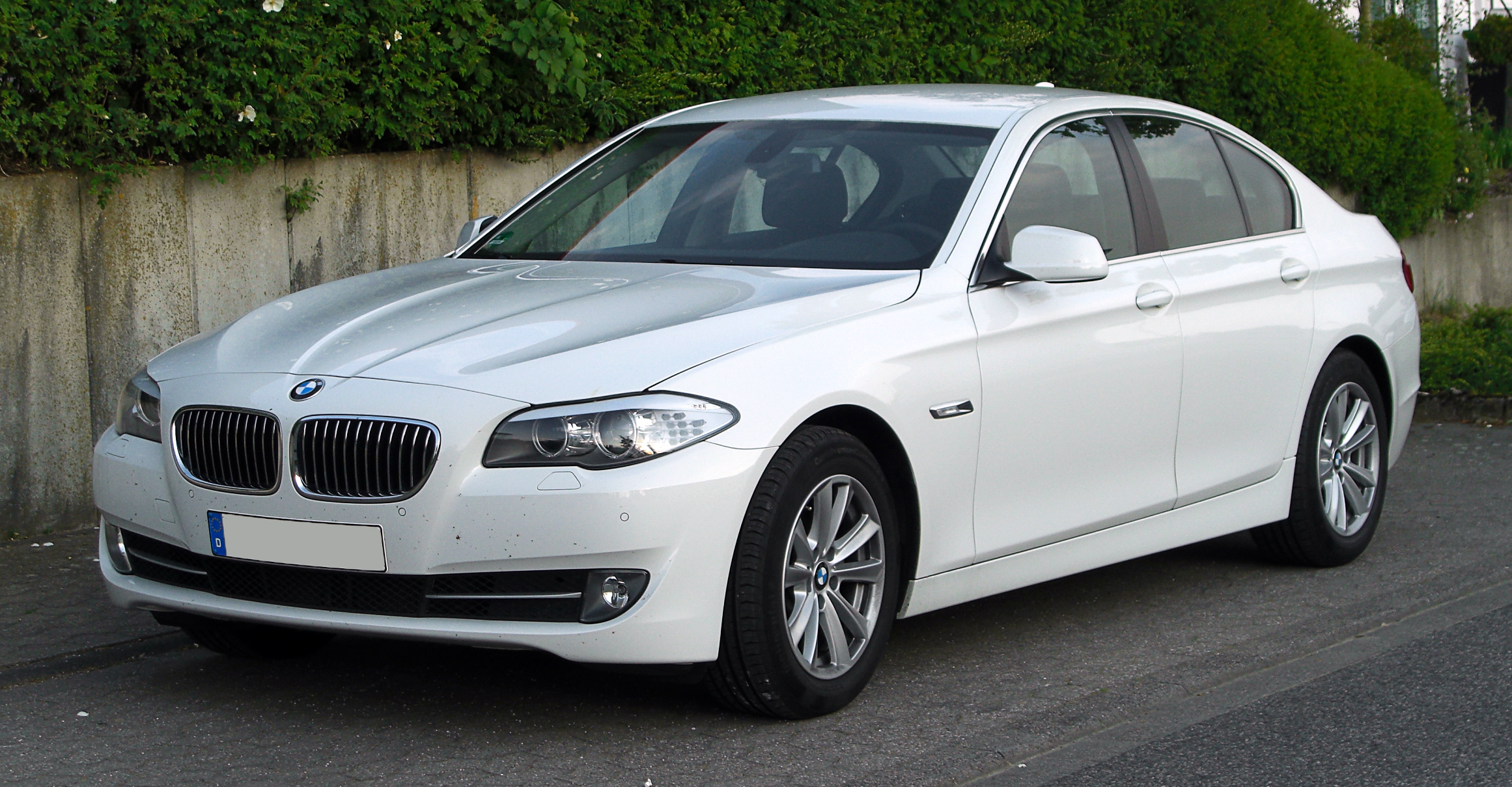
BMW F10

23 листопада 2009 року було представлено нове покоління BMW 5-ї серії. Машина отримала нові позначення кузова — F10 для версії в кузові седан і F11 для версії в кузові універсал. У порівнянні з попередньою моделлю в F10 внесено безліч удосконалень. Зокрема, в передній підвісці тепер застосовуються здвоєні поперечні важелі (подібна конструкція використовується на BMW 7 серії), задня підвіска багатоважільна. За станом на середину 2010 року дана модель пропонується з сімома варіантами двигунів. Бензинові двигуни включають в себе 4,4-літровий V8 твін-турбо мотор N63, і три рядних шестициліндрових двигуни — 3,0 літровий турбований двигун N55, і два варіанти 3,0 літрових двигунів N53 різної потужності. Дизельні двигуни пропонуються в трьох різновидах — два 3,0-літрових рядних шестициліндрових мотори N57 різної потужності і дволітровий рядний чотирициліндровий двигун N47. Коробки передач пропонуються в двох варіантах — 8-ступінчаста ручна коробка або 8-ступінчаста автоматична ZF 8HP.
Модельний ряд BMW F07/F10/F11: 518, 520, 523, 525, 528, 530, 535, 550.

### BMW 5 GT (F07)

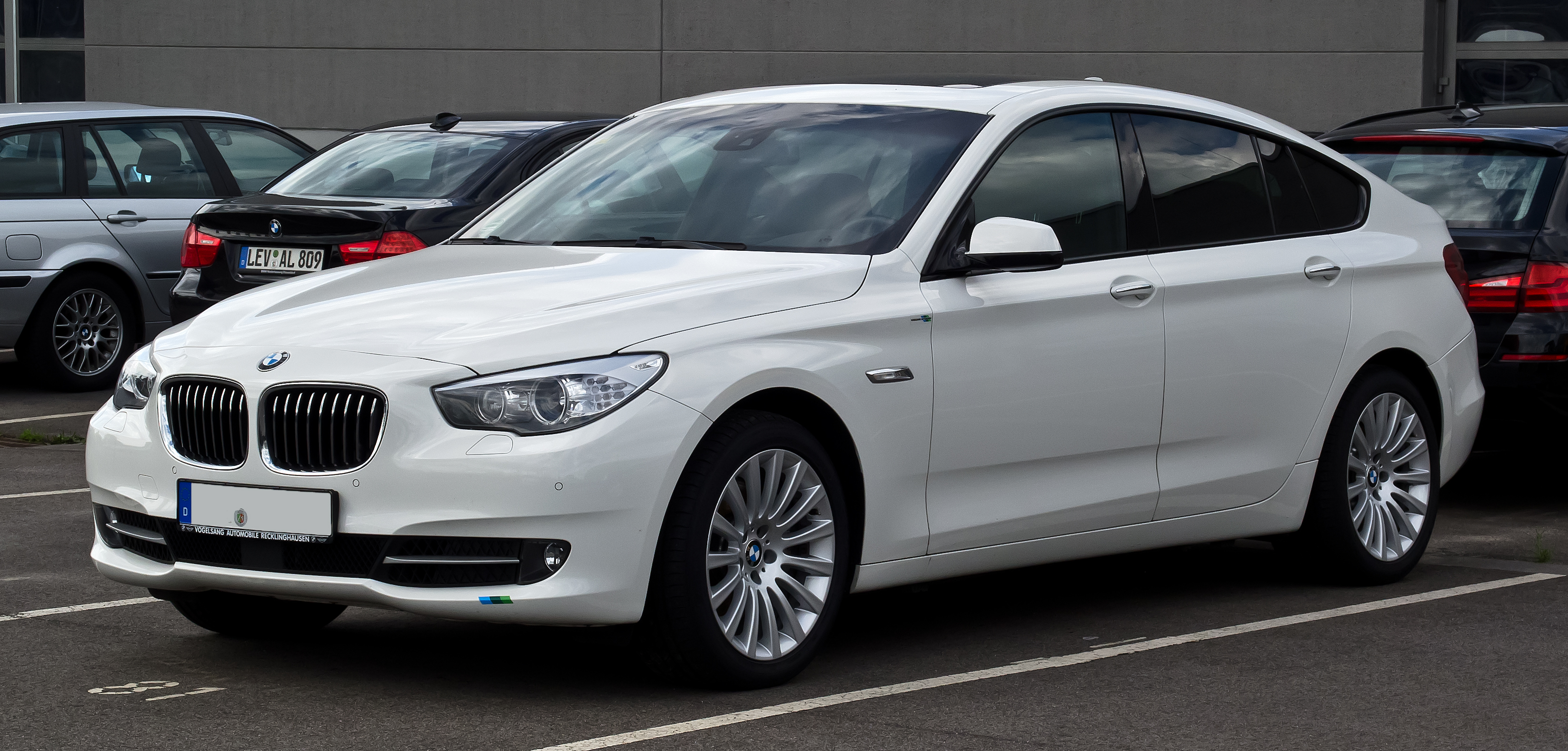
BMW F07

У травні 2009 року BMW випустила офіційні фотографії своєї моделі 5-серії Gran Turismo (BMW F07). Прем'єра моделі відбулася на Франкфуртському автосалоні 2009 р., на авторинок модель поступила в кінці жовтня того ж року. BMW 5-серії GT вважається купе-подібним кросовером або універсалом — це суміш різних стилів типовий тіла. BMW анонсує нову 5-ї серії GT, як «перший у своєму роді». GT є вищим, ніж інші конкуренти фастбек.
F07 Gran Turismo збудований на плаформі 7 Серії F01, з трансмісію і двигунами від F10.

## Сьоме покоління (G30/G31; 2017-теперішній час)

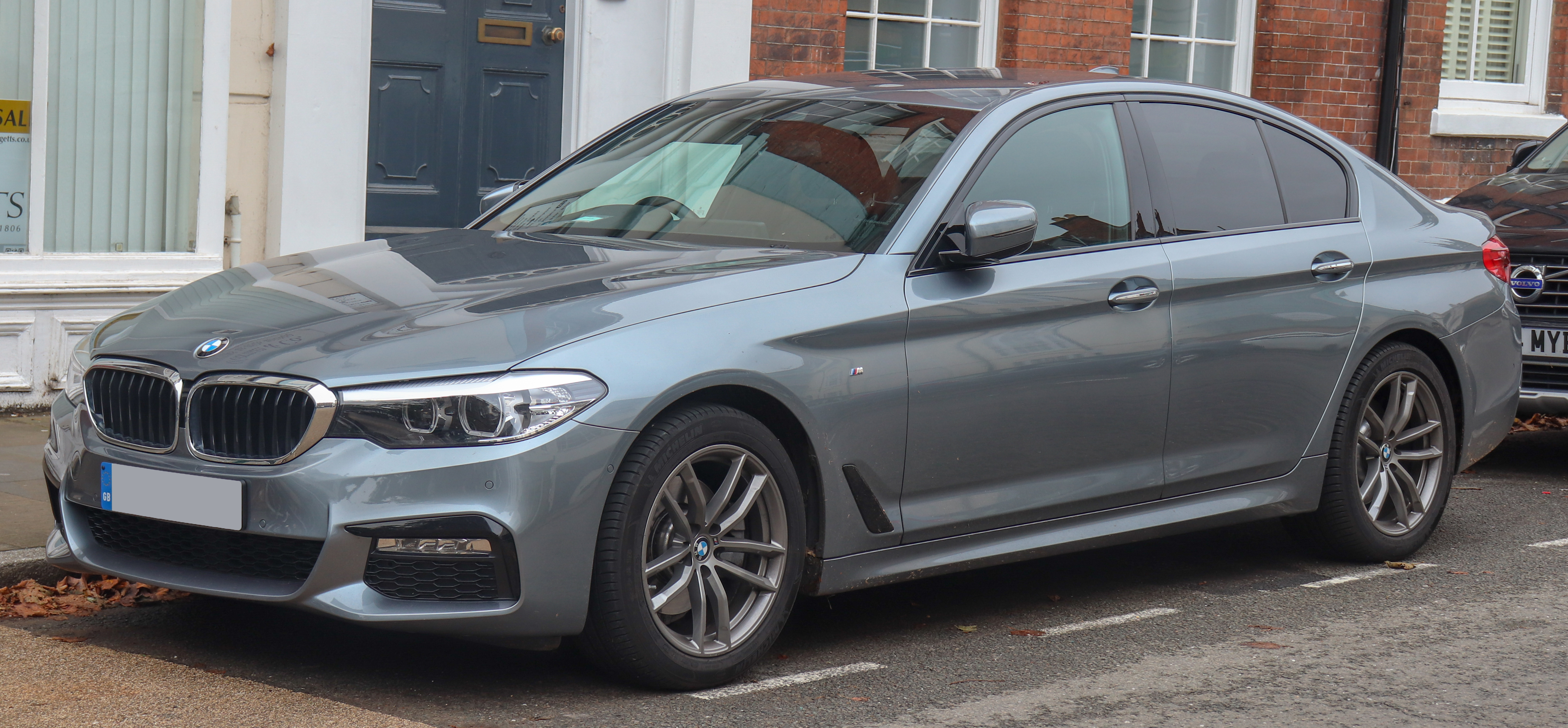
BMW 520d xDrive (G30)

Сьоме покоління BMW 5 Серії (G30) в кузові седан було представлено 13 листопада 2016 року і випускається з 11 лютого 2017 року. У лютому 2017 року була представлена версія в кузові універсал (внутрішній індекс G31). Це покоління прийшло на зміну кузовам BMW F10. Автомобіль побудований на платформі «35up» (CLAR) разом з BMW 7 серії покоління G11, тому нова модель додала в габаритах. Також вона схожа зовні на флагман компанії BMW.
У цьому поколінні BMW планує налагодити випуск гібридних автомобілів з можливістю підключення до електромережі (англ. Plug-in hybrid) у вигляді моделі 530e iPerformance, а також планується комплектування автомобілів системою ADAS (Advanced driver assistance systems, з англ. — «поліпшена система допомоги водієві»), яка також буде доступна в 7-й серії BMW.
У 2021 році седан BMW 5 Серії отримав оновлений дизайн радіаторної решітки, передньої та задньої оптики. Всередині зміни торкнулись системи мультимедіа: з'явились 12,3-дюймовий сенсорний екран та стандартна функція Android Auto.
У 2024 році вийшла нова модель BMW 5 серії восьмого покоління.

## Восьме покоління (G60/G61/G68; 2024-теперішній час)

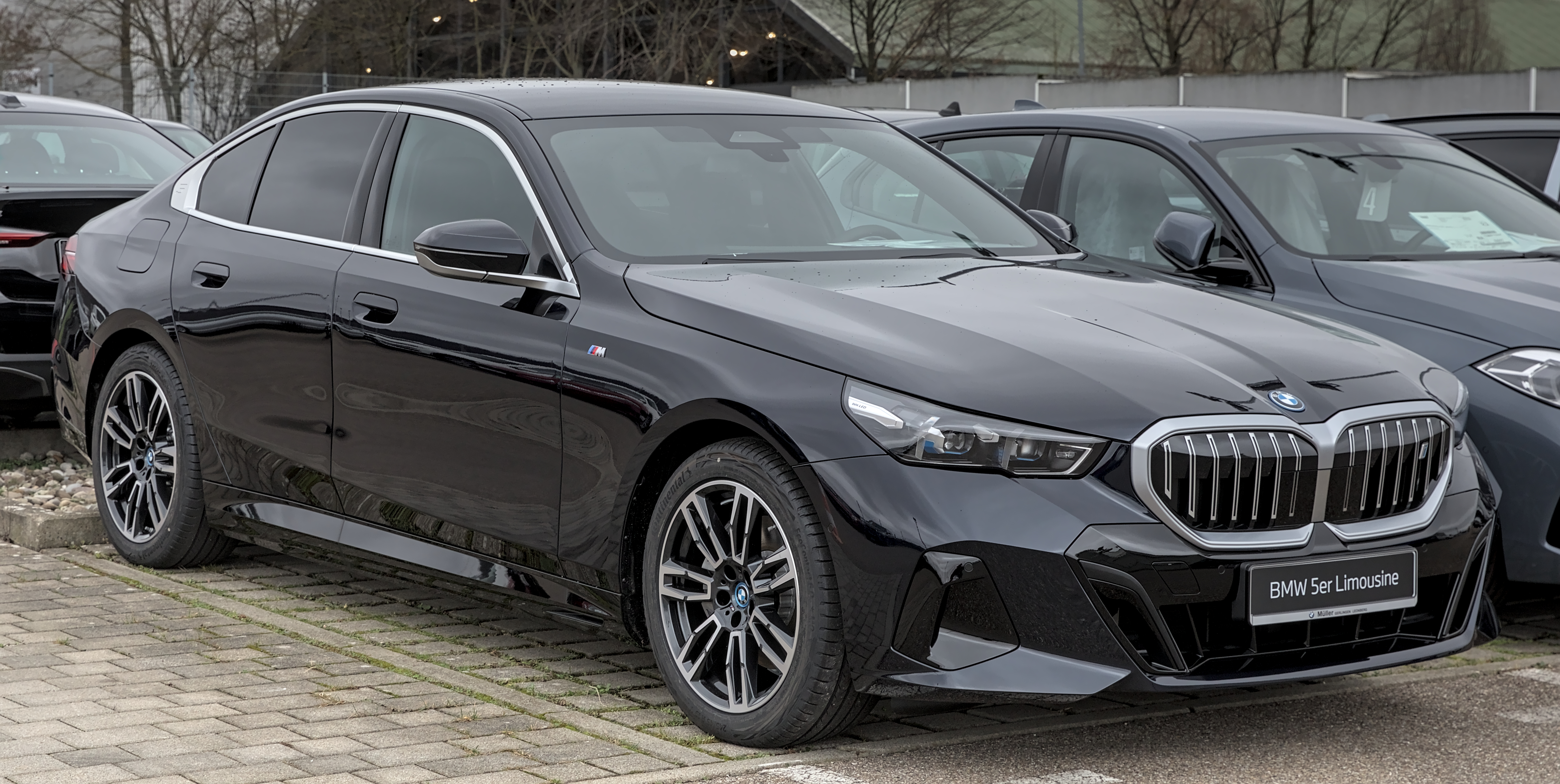
G60 вид спереду

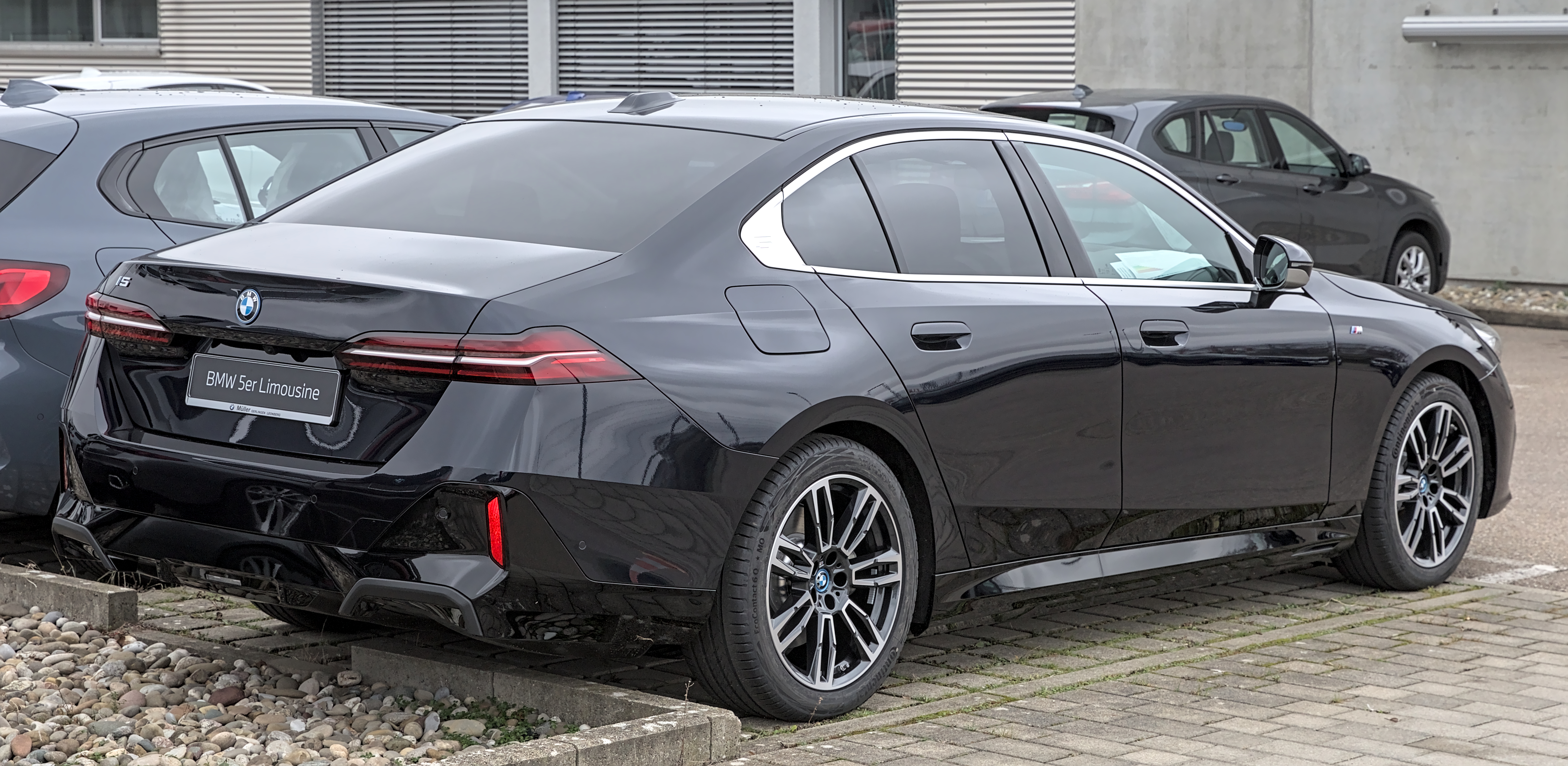
G60 вид ззаді

BMW G60/G61/G68 є восьмим поколінням 5 серії. Він був представлений 24 травня 2023 року і розпочне виробництво влітку на заводі BMW у Дінгольфінгу в 2023 році, а перші поставки почнуться приблизно в жовтні 2023 року. Модель фастбек 6 Серії Gran Turismo знята з виробництва. 5-серія буде пропонуватися в комплектаціях 530i, 540i та 550e, причому 530i містить 2,0-літровий чотирициліндровий двигун із турбонаддувом потужністю 255 к.с., який пропонується із заднім або повним приводом. 540i стандартно оснащений повним приводом, а також рядним шестициліндровим двигуном із турбонаддувом потужністю 375 к.с. Усі варіанти, за винятком гібридних варіантів, що підключаються до електромережі, оснащені 48-вольтовою м’якою гібридною системою; ця система складається з літій-іонного акумулятора ємністю 20 А·год та електричного двигуна /інтегрованого стартера-генератора потужністю 13 кВт (17 к.с.) і 200 Н⋅м (150 фунт-сила⋅фут). Заявлене прискорення BMW 5 серії, до 100 км на годину за 4,5 секунди.
Восьме покоління BMW 5 серії також пропонується з акумуляторною електричною силовою установкою, яка отримала назву «i5». Пропонуються три моделі; модель початкового рівня із заднім приводом eDrive40, модель із повним приводом середнього рівня xDrive40 і топова модель M60 xDrive.

## Виробництво і продажі
Поточне виробництво відбувається в містах Дінгольфінг, Німеччина та Грац, Австрія.
| Календарний рік | Всього виготовлено | Продажі в США | Продажі в Китаї |
| --------------- | ------------------ | ------------- | --------------- |
| 1995            |                    | 22,637        |                 |
| 1996            |                    | 22,775        |                 |
| 1997            | 228,800            | -             |                 |
| 1998            | 221,600            | -             |                 |
| 1999            | 201,400            | 38,218        |                 |
| 2000            | 191,546            | 39,703        |                 |
| 2001            | 193,948            | 40,005        |                 |
| 2002            | 172,323            | 40,842        |                 |
| 2003            | 185,481            | 46,964        |                 |
| 2004            | 229,598            | 45,584        |                 |
| 2005            | 228,389            | 52,722        |                 |
| 2006            | 232,193            | 56,756        |                 |
| 2007            | 230,845            | 54,142        |                 |
| 2008            | 202,287            | 45,915        |                 |
| 2009            | 175,982            | 40,109        |                 |
| 2010            | 211,968            | 39,488        | 42,076          |
| 2011            | 332,501            | 51,491        |                 |
| 2012            | 359,016            | 56,798        |                 |
| 2013            | 366,992            | 56,863        |                 |
| 2014            | 373,053            | 52,704        |                 |
| 2015            | 347,096            | 44,162        |                 |
| 2016            | 331,410            | 32,408        |                 |

## Зноски
1. ↑  http://www.drive.ru/bmw/news/2008/01/31/834250/trizhdi_pyat.html [Архівовано 2 січня 2010 у Wayback Machine.] Тричі п'ять
2. ↑  Як ми тестували BMW 5 Series 2021 року. Automoto.ua. AutoMoto.ua (укр.). Архів оригіналу за 27 жовтня 2021. Процитовано 27 жовтня 2021.
3. ↑  Як ми тестували BMW 5 Series 2024 року. AUTOMOTO.UA. AUTOMOTO.UA (укр.). Процитовано 17 червня 2024.
4. ↑  Chilton, Chris (24 травня 2023). 2024 BMW 5-Series Finally Revealed, $84,100 All-Electric i5 M60 Gets Top Billing. Carscoops.
5. ↑  2024 BMW i5 Debuts With 295-Mile Range, $67,795 Base Price. Motor1.com. 24 травня 2023.
6. ↑  Pappas, Thanos (15 березня 2023). BMW Teases Electric i5, Confirms Wagon And M Performance Versions. Carscoops.
7. ↑  2024 BMW 5-Series: What We Know So Far. Car and Driver (амер.). 24 травня 2023. Процитовано 7 листопада 2023.
8. ↑  BMW Ends Best Year Ever By Shattering 100,000-Vehicle Luxury Automotive Sales Barrier in the U.S. – Free Online Library. Thefreelibrary.com. Архів оригіналу за 15 липня 2017. Процитовано 22 січня 2011. [Архівовано 2017-07-15 у Wayback Machine.]
9. 1 2 3 4 5 6 7 8 9 10  Архівована копія. Архів оригіналу за 17 липня 2011. Процитовано 23 вересня 2012.{{cite web}}:  Обслуговування CS1: Сторінки з текстом «archived copy» як значення параметру title (посилання)
10. ↑  BMW Delivers Strongest Sales Success Ever in 2000. – Free Online Library. Thefreelibrary.com. 3 січня 2001. Архів оригіналу за 27 червня 2013. Процитовано 22 січня 2011. [Архівовано 2014-02-21 у Wayback Machine.]
11. ↑  BMW Group Ends Best Year Ever With Record Month; December Sales Up 43 Percent; Year-to-date Sales Up 20 Percent. – Free Online Library. Thefreelibrary.com. 3 січня 2003. Архів оригіналу за 22 жовтня 2012. Процитовано 22 січня 2011. [Архівовано 2012-10-22 у Wayback Machine.]
12. ↑  BMW Group Shatters All Past Annual Sales Records in 2004. Theautochannel.com. Архів оригіналу за 27 червня 2013. Процитовано 25 вересня 2009.
13. ↑  BMW Group Sets All-Time Annual Sales Record, Highest Sales Month Ever in 2005. Theautochannel.com. 4 січня 2006. Архів оригіналу за 27 червня 2013. Процитовано 25 вересня 2009.
14. ↑  BMW Group Reports 2006 – Strongest Year Ever. Theautochannel.com. Архів оригіналу за 27 червня 2013. Процитовано 25 вересня 2009.
15. ↑  Annual Report 2007. BMW Group. Архів оригіналу за 21 липня 2011. Процитовано 6 січня 2012.
16. ↑  Annual Report 2008. BMW Group. Архів оригіналу за 13 березня 2012. Процитовано 6 січня 2012.
17. ↑  Annual Report 2009. BMW Group. Архів оригіналу за 21 липня 2011. Процитовано 6 січня 2012.
18. ↑  BMW Group U.S. Reports December 2010 Sales – WOODCLIFF LAKE, N.J., Jan. 4, 2011 /PRNewswire/. New Jersey: Prnewswire.com. 4 січня 2011. Архів оригіналу за 27 червня 2013. Процитовано 22 січня 2011.
19. ↑  BMW Group. BMW Group. Архів оригіналу за 21 липня 2011. Процитовано 6 січня 2012.
20. ↑  2010年BMW品牌销售16万辆 MINI品牌超万辆-汽车频道_中华网. Auto.china.com. 11 січня 2011. Архів оригіналу за 18 липня 2011. Процитовано 6 січня 2012. [Архівовано 2011-07-18 у Wayback Machine.]
21. ↑  BMW Group Achieves Second Best Sales Year Ever in the U.S. – WOODCLIFF LAKE, N.J., Jan. 5, 2012 /PRNewswire/. New Jersey: Prnewswire.com. Архів оригіналу за 27 червня 2013. Процитовано 6 січня 2012.
22. ↑  Архівована копія. Архів оригіналу за 15 лютого 2016. Процитовано 7 листопада 2017.{{cite web}}:  Обслуговування CS1: Сторінки з текстом «archived copy» як значення параметру title (посилання)
23. ↑  Архівована копія. Архів оригіналу за 4 березня 2016. Процитовано 7 листопада 2017.{{cite web}}:  Обслуговування CS1: Сторінки з текстом «archived copy» як значення параметру title (посилання)
24. ↑  Архівована копія. Архів оригіналу за 9 квітня 2016. Процитовано 7 листопада 2017.{{cite web}}:  Обслуговування CS1: Сторінки з текстом «archived copy» як значення параметру title (посилання)
25. ↑  Архівована копія (PDF). Архів оригіналу (PDF) за 27 вересня 2018. Процитовано 7 листопада 2017.{{cite web}}:  Обслуговування CS1: Сторінки з текстом «archived copy» як значення параметру title (посилання) [Архівовано 2018-09-27 у Wayback Machine.]
26. ↑  Архівована копія. Архів оригіналу за 11 березня 2016. Процитовано 7 листопада 2017.{{cite web}}:  Обслуговування CS1: Сторінки з текстом «archived copy» як значення параметру title (посилання)
27. ↑  Архівована копія (PDF). Архів оригіналу (PDF) за 23 березня 2017. Процитовано 7 листопада 2017.{{cite web}}:  Обслуговування CS1: Сторінки з текстом «archived copy» як значення параметру title (посилання) [Архівовано 2017-03-23 у Wayback Machine.]